# Nuevo Asturias
Nuevo Asturias är en ort i Mexiko.   Den ligger i kommunen Pánuco och delstaten Veracruz, i den sydöstra delen av landet, 290 km norr om huvudstaden Mexico City. Nuevo Asturias ligger 66 meter över havet och antalet invånare är 107.
Terrängen runt Nuevo Asturias är huvudsakligen platt. Nuevo Asturias ligger uppe på en höjd. Runt Nuevo Asturias är det ganska glesbefolkat, med 31 invånare per kvadratkilometer. Närmaste större samhälle är Pánuco, 13,3 km nordost om Nuevo Asturias. Trakten runt Nuevo Asturias består till största delen av jordbruksmark.